# Miquel de Ricomà
Miquel de Ricomà va ser un eclesiàstic català, bisbe de Vic (1345-1346) i de Barcelona (1345-1361).
Nascut a Granollers, va fer carrera eclesiàstica. Va ser nomenat bisbe de Vic l'any 1345 pel papa Climent VI.
L'any següent va ser traslladat a la seu de Barcelona, on dictà moltes providències. A causa de la pesta negra, que causà molta mortaldat, va convertir el palau episcopal en hospital i, amb gran zel, va treballar en favor dels empestats. Emmalaltí, però no morí, gràcies a una suposada intervenció de santa Eulàlia; per això fundà una confraria sota la seva advocació.
Per la seva obra, va comptar amb la confiança i generositat del rei Pere el Cerimoniós i del papa Climent VII. Morí el 7 de juny de 1361 a Avinyó.
Actualment la ciutat de Granollers té un carrer ben cèntric que duu el seu nom, que arrenca de la plaça de l'Església i acaba al carrer d'Enric Prat de la Riba, i on s'hi poden trobar cases de gran interès arquitectònic.